# Ropalidia papuana
Ropalidia papuana är en getingart som först beskrevs av Cameron.  Ropalidia papuana ingår i släktet Ropalidia och familjen getingar. Inga underarter finns listade i Catalogue of Life.